# هيرمينيا ألفاريز هيريرا
هيرمينيا ألفاريز هيريرا (بالإسبانية: Herminia Álvarez Herrera)‏ هي ثورية مكسيكية، ولدت في 1888 في Santa María del Oro, Durango ‏ في المكسيك، وتوفيت في 1955 في مدينة مكسيكو في المكسيك.